# Club Baloncesto Sevilla 1992-1993
Questa voce raccoglie le informazioni riguardanti il Club Baloncesto Sevilla nelle competizioni ufficiali della stagione 1992-1993.

## Stagione
La stagione 1992-1993 del Club Baloncesto Sevilla è la 4ª nel massimo campionato spagnolo di pallacanestro, la Liga ACB.
All'inizio della nuova stagione la Federazione decise di modificare il regolamento riguardo al numero di giocatori stranieri consentiti per ogni squadra che così venne allargato a tre.
Il Club Baloncesto Sevilla ha partecipato alla Liga ACB 1992-1993 arrivando al quinto posto nella classifica finale. Nei play-off vinse il primo turno con il BC Andorra (2-0), perdendo poi nei quarti di finale con l'Estudiantes Madrid (2-1).

## Roster
Aggiornato al 30 luglio 2021.
| Caja San Fernando 1992-93 | Caja San Fernando 1992-93 |
| Giocatori                 | Staff tecnico             |
| ------------------------- | ------------------------- |

| N. | Naz.                                       | Ruolo | Nome                 | Anno | Alt.   | Peso   |  |
| -- | ------------------------------------------ | ----- | -------------------- | ---- | ------ | ------ |  |
| 4  | Spagna (bandiera)                          | G     | Carlos Montes        | 1965 | 194 cm |        |  |
| 5  | Spagna (bandiera)                          | P     | Toñín Llorente       | 1963 | 183 cm |        |  |
| 6  | Uruguay (bandiera) · Spagna (bandiera)     | AG    | Enrique Jorge López  | 1970 | 205 cm |        |  |
| 7  | Stati Uniti (bandiera)                     | AG    | Brian Jackson        | 1959 | 203 cm | 95 kg  |  |
| 8  | Stati Uniti (bandiera)                     | AG    | Darryl Middleton     | 1966 | 202 cm | 104 kg |  |
| 9  | Spagna (bandiera)                          | A     | Raúl Pérez           | 1968 | 198 cm |        |  |
| 10 | Spagna (bandiera)                          | AC    | Jesús Llano          | 1961 | 199 cm |        |  |
| 11 | Spagna (bandiera)                          | P     | Chinche Lafuente (C) | 1961 | 186 cm |        |  |
| 12 | Spagna (bandiera)                          | GA    | Benito Doblado       | 1971 | 195 cm |        |  |
| 13 | Stati Uniti (bandiera) · Spagna (bandiera) | C     | Steve Trumbo         | 1960 | 206 cm |        |  |
| 14 | Spagna (bandiera)                          | C     | Miguel Ángel Pou     | 1961 | 204 cm |        |  |
| 15 | Stati Uniti (bandiera)                     | C     | Darrell Lockhart     | 1960 | 207 cm | 111 kg |  |
| -  | Spagna (bandiera)                          | PG    | Gustavo Casado       | 1975 | 194 cm |        |  |
| -  | Spagna (bandiera)                          | C     | Javier Muñoz         | 1973 | 205 cm |        |  |

| Allenatore                                                                 |
| - José Pesquera                                                            |
| Assistente/i                                                               |
| - José Manuel Carrión Legenda - (C) Capitano - (IN) Inattivo - Infortunato |

## Mercato

### Sessione estiva
| Acquisti | Acquisti            | Acquisti        | Acquisti   | Acquisti |
| R.a      | Nome                | da              | Modalità   |          |
| -------- | ------------------- | --------------- | ---------- | -------- |
| AG       | Brian Jackson       | Peñas Huesca    | definitivo |          |
| AG       | Darryl Middleton    | Girona          | definitivo |          |
| C        | Steve Trumbo        | Barcellona      | definitivo |          |
| P        | Toñín Llorente      | Maristas Málaga | definitivo |          |
| AG       | Enrique Jorge López | Montehuelva     | definitivo |          |

| Cessioni | Cessioni              | Cessioni   | Cessioni       | Cessioni |
| R.       | Nome                  | a          | Modalità       |          |
| -------- | --------------------- | ---------- | -------------- | -------- |
| AG       | Dan Bingenheimer      | Llíria     | fine contratto |          |
| AP       | Quino Salvo           | Askatuak   | fine contratto |          |
| P        | Carlos Sánchez Pastor | Free agent | fine contratto |          |